# Largulara magnifica
Largulara magnifica är en insektsart som beskrevs av Freytag 1993. Largulara magnifica ingår i släktet Largulara och familjen dvärgstritar. Inga underarter finns listade i Catalogue of Life.